# Marsdenia carterae
Marsdenia carterae är en oleanderväxtart som beskrevs av W.D. Stevens och Juarez-jaimes. Marsdenia carterae ingår i släktet Marsdenia och familjen oleanderväxter. Inga underarter finns listade i Catalogue of Life.